# Igor Dragunov
Igor Aleksandrovich Dragunov (tiếng Nga: Игорь Александрович Драгунов; sinh ngày 6 tháng 4 năm 1991) là một hậu vệ bóng đá người Nga. Anh thi đấu cho FC Veles Moskva.

## Sự nghiệp câu lạc bộ
Anh có màn ra mắt tại Russian Second Division cho FC Pskov-747 Pskov vào ngày 8 tháng 9 năm 2011 trong trận đấu với F.K. Lokomotiv-2 Moskva.